# Internazionali di Modena
Internazionali di Modena – kobiecy turniej tenisowy zaliczany do cyklu WTA. Rozegrany w 2005 roku na kortach ziemnych we włoskiej Modenie. Pula nagród wyniosła 140 000$, a turniej miał czwartą kategorię.

## Mecze finałowe

### gra pojedyncza
| Rok  | Mistrzyni      | Finalistka      | Wynik     |
| 2005 | Anna Smasznowa | Tathiana Garbin | 6:6 krecz |

### gra podwójna
| Rok  | Mistrzynie                              | Finalistki                              | Wynik    |
| 2005 | Julija Bejhelzimer Mervana Jugić-Salkić | Michaela Paštiková Gabriela Navrátilová | 6:2, 6:0 |